# Robinsonia cajali
Robinsonia cajali är en fjärilsart som beskrevs av Hoffmann 1934. Robinsonia cajali ingår i släktet Robinsonia och familjen björnspinnare. Inga underarter finns listade.